# Калінін Сергій Володимирович
Сергі́й Володи́мирович Калі́нін (25 серпня 1974 — 29 серпня 2014) — солдат Збройних сил України, учасник російсько-української війни.

## Життєпис
Народився 1974 року та проживав у місті Запоріжжя, Шевченківський район. По закінченні школи № 55 працював на Запорізькому абразивному комбінаті, відслужив в армії, у прикордонних військах в Одесі. Працював на «Кремнійполімері» та в компанії «Вітадент».
Призваний за мобілізацією 11 квітня 2014 року, солдат, номер обслуги зенітно-ракетного взводу, 93-тя окрема механізована бригада.
Загинув під час виходу з оточення під Іловайськом на дорозі поміж селами Кутейникове та Осикове (Старобешівський район). Перебував біля зенітної установки у кузові ЗІЛ-131, був вбитий снайпером. Коли машину підбили, бійці пересіли до іншої. Тіла вбитих Андрія Денщикова та Сергія Калініна залишилися в кузові, їх 31 серпня підірвали терористи разом з машиною. Станом на вересень 2014 року перебував у списках полонених.
11 вересня 2014-го рештки зібрали й вивезли пошуковці Місії «Ексгумація-200» («Чорний тюльпан»). Упізнаний за експертизою ДНК серед загиблих. 26 вересня 2015 року з воїном попрощалися в Запоріжжі.
Залишилися батьки, дружина та троє дітей.

## Нагороди та вшанування
За особисту мужність і героїзм, виявлені у захисті державного суверенітету та територіальної цілісності України, вірність військовій присязі під час російсько-української війни, відзначений — нагороджений
- 16 січня 2016 року — орденом «За мужність» III ступеня (посмертно)[2]
- Його портрет розміщений на меморіалі «Стіна пам'яті полеглих за Україну» у Києві: секція 3, ряд 6, місце 38
- Вшановується 29 серпня на щоденному ранковому церемоніалі вшанування українських захисників, які загинули цього дня у різні роки внаслідок російської збройної агресії[3]
- Іловайський Хрест (посмертно)
- 9 листопада 2016 року нагороджений орденом «За заслуги перед Запорізьким краєм» III ступеня (посмертно).